# お座トロ展望列車
お座トロ展望列車（おざトロてんぼうれっしゃ）は、主に会津鉄道が運行する観光列車である。
本項では、会津田島駅 - 会津若松駅間で定期的に運行されている「お座トロ展望列車会津浪漫号」のほか、過去に設定された特別運行についても記述する。

## 概要
お座敷・トロッコ・展望の3形態の座席が設けられた車両で運行される。当初はトロッコ車両のみで「トロッコ列車」を称したが、お座敷車両追加時に「お座トロ列車」となり、さらに展望車両の追加で現行名称となった。
『JR時刻表』などに記載される正式な列車名は「お座トロ展望列車会津浪漫○号」「お座トロ展望列車湯めぐり号」（号数表記については後述）のように共通して「お座トロ展望列車」を冠しており、会津鉄道もこのように表記している。便宜上、これ以降本項では「お座トロ展望列車」の部分は略して表記する。

## 運行概況
2022年3月現在のデータを示す。
臨時列車扱いで、春から秋にかけて土休日を中心に上り2本・下り1本が運行される。各列車には、列車号数の代わりに漢字1文字が以下の通り割り当てられている。
- 会津浪漫花号 - 会津若松駅9時台発
- 会津浪漫風号 - 会津田島駅11時台発
- 会津浪漫星号 - 会津若松駅13時台発

2022年の運行から全車指定席となり、それまでの乗車整理券制（お座敷・トロッコ・展望の区画が指定され、各区画内は自由席）から変更された。ただし西若松駅 - 会津若松駅間では全車自由席であり、運賃のみで利用できる。指定席券は大人400円・小児200円で、会津鉄道の有人駅などで発売される。
なお本列車の運行日には、朝時間帯に同じ車両を用いて会津田島駅 → 会津若松駅間に臨時快速列車が設定される。こちらは運賃のみで乗車できるが、2012年の春・夏・秋シーズンのみ「会津浪漫宙号」としてお座トロ展望列車扱いで運行していた。

### 過去の運行形態
2011年度までは、春・夏・秋シーズン（4月 - 11月）には1.5往復で現状に近い運行形態であったが、冬シーズン（2月）にも1往復の設定があった。冬シーズンは「会津浪漫風号」にあたる列車が「会津浪漫新雪号」、「会津浪漫星号」にあたる列車が「会津浪漫雪見号」となっていた。
2012年3月から2013年3月までは普通列車とその前後に臨時運行されていた本列車のダイヤが統合され、お座トロ展望列車での運転日には「会津浪漫号」としての列車名を付与する形となった。このため、この期間は全列車が各駅停車であった。また、展望車への乗車については乗車整理券が不要とされていた。
2013年3月16日のダイヤ改正からは普通列車と同一ダイヤでの運行を取りやめ、再び臨時列車として運行されている。

### 停車駅
会津田島駅 - 会津下郷駅 - 塔のへつり駅 - 湯野上温泉駅 - 芦ノ牧温泉駅 - 西若松駅 - 七日町駅 - 会津若松駅
- 先述した臨時快速列車もこの停車駅である。
- 観光客へのサービスとして、阿賀川（大川）を渡る深沢橋梁・第三大川橋梁（芦ノ牧温泉南駅 - 湯野上温泉駅間）、第五大川橋梁（湯野上温泉駅 - 塔のへつり駅間）の3か所で一旦停止（冬期間では徐行）を行う。

## 使用車両
全て会津鉄道所属の気動車。

### 現在の使用車両
- AT-400形
  - 2003年4月26日に運行開始[11]。車両前部はリクライニングシート装備の展望車両、後部は掘りごたつタイプのお座敷車両となっている。当初は後部も展望車両だったが、AT-100形の引退に伴い2016年6月4日の運行から現行の形態で運用されている[12]。2021年7月に外装リニューアルが行われ、AT-350形と同じパターンで青系のグラデーションの帯を配したものに変更された[13]。
- AT-350形
  - 2010年2月6日に運行開始[11]。ボックスシートのトロッコ車両で、売店が設けられている。2021年7月にAT-400形と同様の外装リニューアルを受けた[13]。

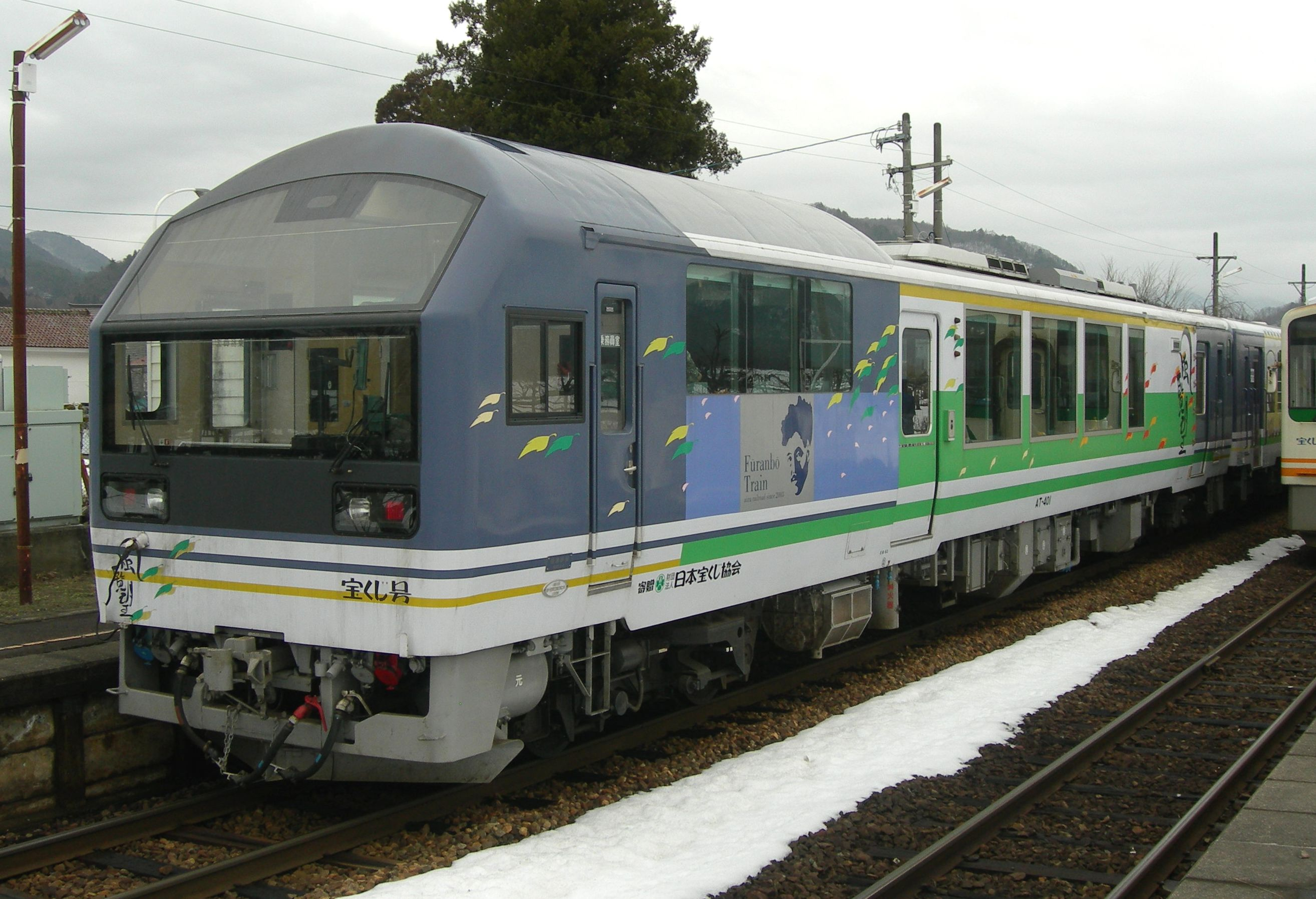
AT-400形（旧塗装）
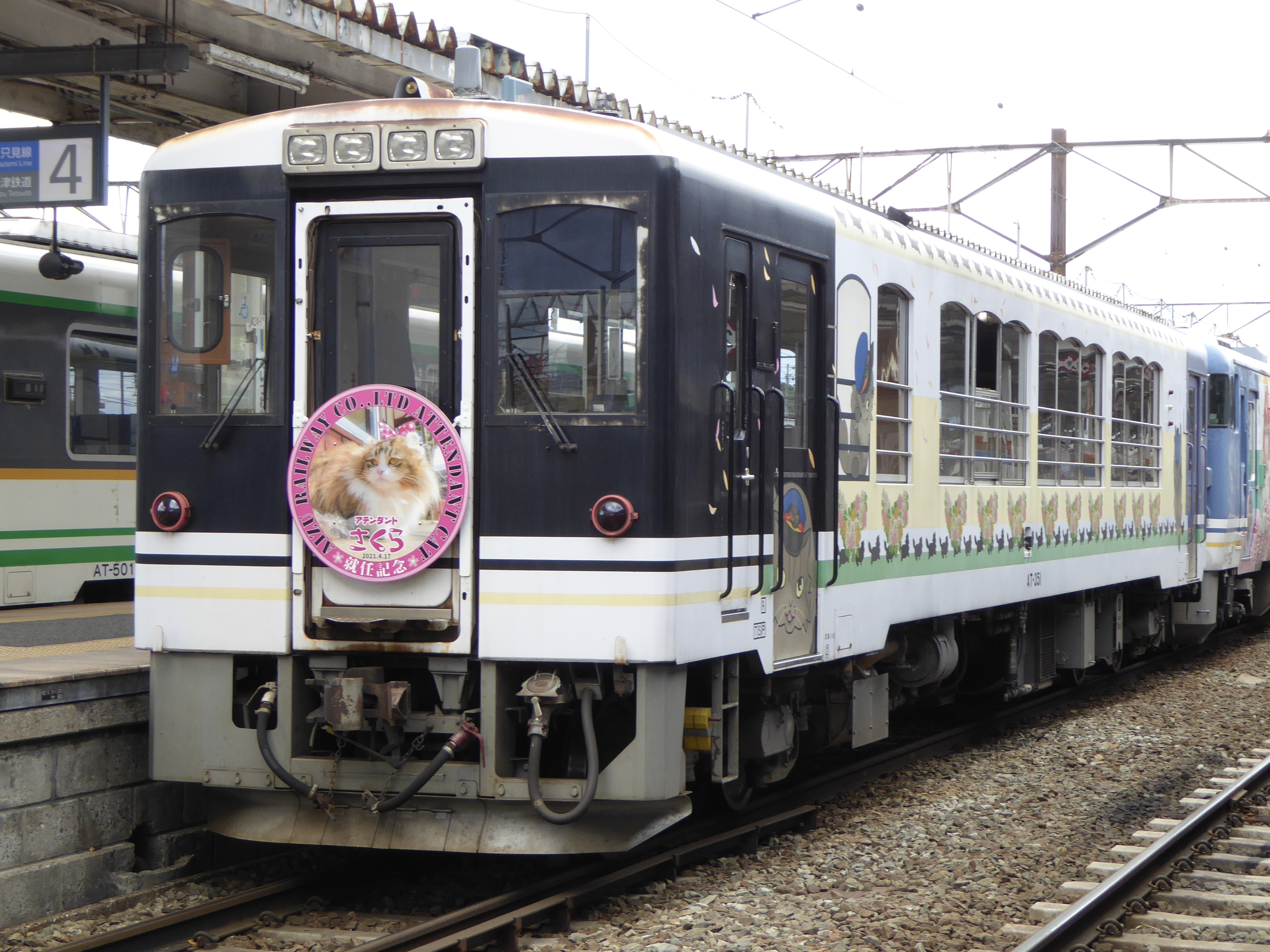
AT-350形（旧塗装）

### 過去の使用車両
- AT-300形
  - 1999年4月29日から2009年11月20日まで使用されたトロッコ車両。AT-350形への置き換えで引退し、芦ノ牧温泉駅に保存されている。
- AT-150形
  - AT-100形が登場するまで、荒天時などの控車として使用された。
- AT-100形
  - 2000年7月20日から2016年5月29日まで使用されたお座敷車両。2009年には冬季に座席をこたつにできるよう改造された[12]。老朽化で引退。

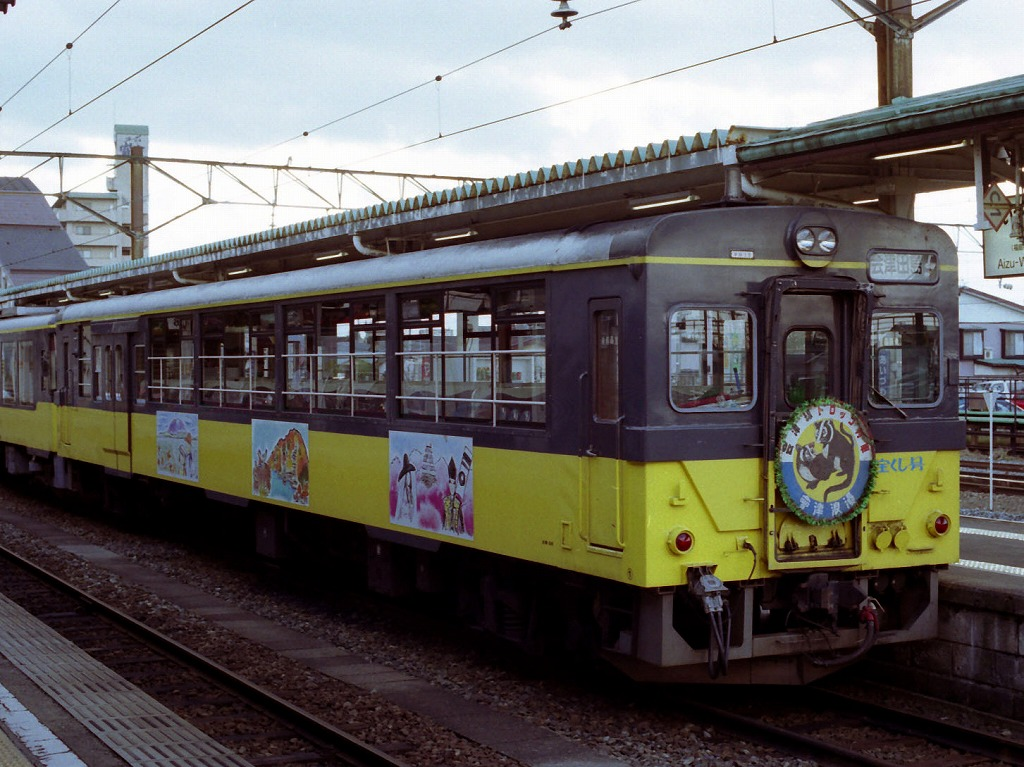
AT-300形
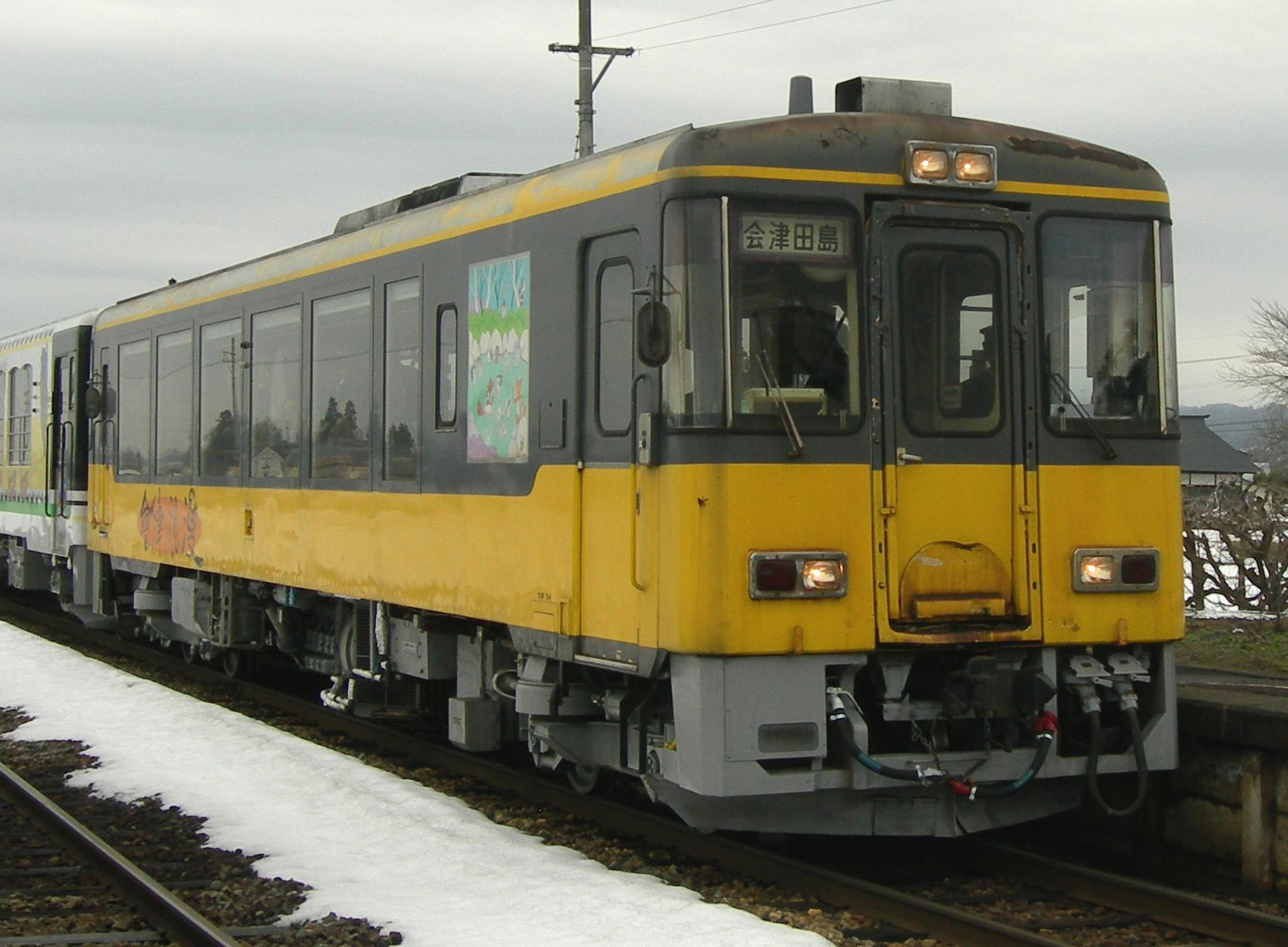
AT-100形

## 特別運行

### きたかた 喜楽里号・乗ってみんべぇ号
秋シーズンに、JR磐越西線に乗り入れて喜多方駅まで運行することがあった。この場合の愛称は喜多方方面行きがきたかた 喜楽里号（2010年まで秋の愛・鉄喜楽里号）、会津田島方面行きが乗ってみんべぇ号となる。2017年を最後に設定されていない。
停車駅
会津田島駅 - 会津下郷駅 - 塔のへつり駅 - 湯野上温泉駅 - 芦ノ牧温泉駅 - 西若松駅 - 七日町駅 - 会津若松駅 - 喜多方駅

### 湯めぐり号
2012年（平成24年）3月25日より、臨時に野岩鉄道会津鬼怒川線・東武鉄道鬼怒川線経由で鬼怒川温泉駅への乗り入れを行っている。この列車の愛称は湯めぐり号となる。
当初は鬼怒川温泉発会津若松行きの設定で、折り返し列車が先述の「会津浪漫森号」として会津若松発会津田島行きで運行された。しかし2020年の運行では鬼怒川温泉発会津田島行きに短縮され、「会津浪漫森号」も設定がなくなっている。2021年以降は列車の設定自体がない。
停車駅
鬼怒川温泉駅 - 新藤原駅 - 川治湯元駅 - 湯西川温泉駅 - 上三依塩原温泉口駅 - 会津高原尾瀬口駅 - 会津田島駅
- 会津若松駅まで運行していた時代は、会津田島以東は「会津浪漫号」と同じダイヤで停車駅も同一だった。
- 2012年時点では龍王峡駅にも停車していた。

## 沿革
- 1999年（平成11年）4月29日：トロッコ車両（AT-301）による「トロッコ列車会津浪漫号」運行開始[11]。
- 2000年（平成12年）7月20日：お座敷車両（AT-103）を導入し、「お座トロ列車会津浪漫号」が運行開始[11]。
- 2003年（平成15年）4月26日：展望車両「風覧望」（AT-401）を導入し、「お座トロ展望列車会津浪漫号」が運行開始[11]。
- 2008年（平成20年）11月22日 - 24日：「おもしぇ列車」運行[11]。
- 2009年（平成21年）
  - 2月1日：お座敷車両を「こたつ車両」に改装、運行開始（冬期間のみ）[11]。
  - 11月20日：この日をもってAT-301の本列車での運用を終了。
- 2010年（平成22年）2月6日：AT-351が運行開始[11]。
- 2012年（平成24年）
  - 3月17日：ダイヤ改正により、トロッコ列車とその前後に運転していた普通列車のダイヤを統合。普通列車をトロッコ運転日のみトロッコ車両に編成変更する形態となる[8]。
  - 3月25日：「お座トロ展望列車湯めぐり号」が運行開始[17]。
- 2013年（平成25年）3月16日：ダイヤ改正により、再び普通列車と別ダイヤでの運転となる[10]。
- 2016年（平成28年）5月29日：この日をもってAT-103の本列車での運用を終了。
- 2020年（令和2年）8月1日：硬券の乗車証明書の配布を開始[1]。